# São Miguel de Vila Boa
Sâo Miguel de Vila Boa és una freguesia portuguesa del municipi de Sátão, amb 14,49 km² d'àrea i 1.334 habitants (al cens del 2011). La densitat de població n'és de 92,1 hab/km².

## Població
| Població de la freguesia de São Miguel de Vila Boa | Població de la freguesia de São Miguel de Vila Boa | Població de la freguesia de São Miguel de Vila Boa | Població de la freguesia de São Miguel de Vila Boa | Població de la freguesia de São Miguel de Vila Boa | Població de la freguesia de São Miguel de Vila Boa | Població de la freguesia de São Miguel de Vila Boa | Població de la freguesia de São Miguel de Vila Boa | Població de la freguesia de São Miguel de Vila Boa | Població de la freguesia de São Miguel de Vila Boa | Població de la freguesia de São Miguel de Vila Boa | Població de la freguesia de São Miguel de Vila Boa | Població de la freguesia de São Miguel de Vila Boa | Població de la freguesia de São Miguel de Vila Boa | Població de la freguesia de São Miguel de Vila Boa |
| -------------------------------------------------- | -------------------------------------------------- | -------------------------------------------------- | -------------------------------------------------- | -------------------------------------------------- | -------------------------------------------------- | -------------------------------------------------- | -------------------------------------------------- | -------------------------------------------------- | -------------------------------------------------- | -------------------------------------------------- | -------------------------------------------------- | -------------------------------------------------- | -------------------------------------------------- | -------------------------------------------------- |
| 1864                                               | 1878                                               | 1890                                               | 1900                                               | 1911                                               | 1920                                               | 1930                                               | 1940                                               | 1950                                               | 1960                                               | 1970                                               | 1981                                               | 1991                                               | 2001                                               | 2011                                               |
| 1 448                                              | 1 573                                              | 1 594                                              | 1 498                                              | 1 522                                              | 1 430                                              | 1 578                                              | 1 565                                              | 1 745                                              | 1 839                                              | 1 544                                              | 1 553                                              | 1 567                                              | 1 479                                              | 1 334                                              |

| Distribució de la població per grups d'edat | Distribució de la població per grups d'edat | Distribució de la població per grups d'edat | Distribució de la població per grups d'edat | Distribució de la població per grups d'edat | Distribució de la població per grups d'edat | Distribució de la població per grups d'edat | Distribució de la població per grups d'edat | Distribució de la població per grups d'edat | Distribució de la població per grups d'edat |
| ------------------------------------------- | ------------------------------------------- | ------------------------------------------- | ------------------------------------------- | ------------------------------------------- | ------------------------------------------- | ------------------------------------------- | ------------------------------------------- | ------------------------------------------- | ------------------------------------------- |
| Ano                                         | 0-14 Anos                                   | 15-24 Anos                                  | 25-64 Anos                                  | > 65 Anos                                   |                                             | 0-14 Anos                                   | 15-24 Anos                                  | 25-64 Anos                                  | > 65 Anos                                   |
| 2001                                        | 294                                         | 243                                         | 695                                         | 247                                         |                                             | 19,9%                                       | 16,4%                                       | 47,0%                                       | 16,7%                                       |
| 2011                                        | 203                                         | 175                                         | 695                                         | 261                                         |                                             | 15,2%                                       | 13,1%                                       | 52,1%                                       | 19,6%                                       |

Mitjana del País en el cens de 2001: 0/14 Anys-el 16,0%; 15/24 Anys-el 14,3%; 25/64 Anys-el 53,4%; 65 i més Anys-el 16,4%
Mitjana del País en el cens de 2011: 0/14 Anys-el 14,9%; 15/24 Anys-el 10,9%; 25/64 Anys-el 55,2%; 65 i més Anys-el 19,0%

## Patrimoni
- Creu de terme de Ladário,[2] situada a la localitat veïna de Ladário (antic municipi de Sâo Salvador da Vila do Ladário)
- Paço dels Bandeira[3] (propietat de l'Associació Portuguesa de Cases Antigues), situat a la localitat de Ladário (antic municipi de Sâo Salvador da Vila do Ladário)

### Santuari de Nossa Senhora da Esperança
El Santuari de Nossa Senhora da Esperança, que enclou un orgue del segle XVII, se situa a la localitat d'Abrunhosa (antiga Abrunhosa do Ladário). El Santuari de Nossa Senhora da Esperança fou una iniciativa del canonge Luís Bandeira Galvão, mort el 1776 i sepultat a l'església do Santuário enfront de l'altar major.
L'orgue està classificat com a Immoble d'Interés Públic des del 1978 (Decret 95/98 de 12 de setembre de 1978.) El santuari està classificat com a Immoble d'Interés Públic des del 2002 (Decret 5/2002 de 19 de febrer de 2002).
Restaurada entre 2007 i 2009, inaugurà la restauració el president de la República, Aníbal Cavaco Silva, el 14 d'agost de 2009.